# Dorin Ștefan
Dorin Ștefan (n. 27 iulie 1950, Zărnești, jud. Brașov) este un arhitect român, fondator al biroul de arhitectură „D.S. Birou de Arhitectură” (DSBA). Este unul dintre cei mai importanți reprezentanți ai arhitecturii românești, apreciat pentru caracterul inovativ, non-convențional al proiectelor sale. 
În anul 2010 a primit premiul Academiei Române pentru întreaga activitate iar in anul 2018 a fost recompensat de Uniunea Arhitecților din România cu premiul „Opera Omnia”.

## Tinerețea si educația
A crescut și s-a format într-un mediu natural, social si meșteșugăresc-profesional deosebit, în Râșnov, în apropiere de Brașov, așezare animată de o veche comunitate (apărată de o cetate țărănească încă din mijlocul secolului al XII-lea) formată în egală măsura din etnici sași și români. În special comunitatea de sași care deținea ateliere de tâmplărie, lăcătușerie, tinichigerie,  l-a ajutat în formarea spiritului practic. Bunicul din partea tatălui, născut în Baia Sprie (nordul României), miner, a fost cel care a adus familia în Râșnov după ce a trecut și lucrat  prin mai multe mine și cariere din țară.  În anii liceului  din Colegiul Național Dr. Ioan Meșotă din Brașov este colaborator al revistei școlare „Licăriri” unde publica mici încercări literare și articole „jurnalistice”. În 1975, după 6 ani de studii,  absolvă Universitatea de Arhitectură și Urbanism „Ion Mincu” din București iar în 1998 obține titlul de doctor în arhitectură la UAUIM București cu teza :  „Privire asupra orașului (o încercare de perspectivă post-structuralistă)”

## Cariera
După terminarea facultății, în perioada regimului comunist, lucrează ca asistent la Universitatea de Arhitectura și Urbanism „Ion Mincu” din București și în paralel face proiectare de arhitectură într-un birou de cercetare universitară condus de arhitectul E. B. Popescu. În acest context în 1985  finalizează prima lucrare (împreună cu E. B. Popescu, începută încă din 1981), Casa de cultură pentru tineret Slatina, pentru care primește Premiul Uniunii Arhitecților din România și Medalia de argint la Bienala Internațională de Arhitectură (Interarch 1987) din Bulgaria. Urmează alte proiecte destinate tineretului, „non-conforme” pentru acea perioadă și acel context. Mai multe proiecte de arhitectură din acea perioadă care erau în șantier nu s-au mai finalizat după schimbarea („revoluția”) de sistem din 1989 din România.  În perioada regimului comunist, toate proiectele din țară erau comandă de stat și se realizau în institute de proiectare de stat, fără posibilitatea de a practica arhitectura în afara acestui sistem. Singura „scăpare” în a practica o arhitectură liberă erau concursurile internaționale de arhitectură, dar care, la rândul lor, nu puteau fi trimise la destinație, în afara țării, fără „aprobare” de la stat (o formă de cenzură mai moale).  Astfel câteva participări mai importante:
- Concursul pentru Teatrul Național din Japonia, 1986, Tokyo, Japonia;
- Concursul pentru Tete Defense, 1983, Paris, Franța;
- Consultarea Internațională pentru amenajarea Cartierului halelor din Paris, 1979,Paris, Franța;
- Mai multe participări la concursurile anuale din Japonia pentru Central Glass International Architectural Design si Shinkenchiku Residential Design din anii 1980.

Imediat după schimbarea regimului politic din România înființează, în 1990, biroul privat 
„D. S. Birou de Arhitectura/ DSBA” . Piața de arhitectură se deschide greu în acea perioadă de tranziție de la economia dirijată la economia liberă, în acest sens primele lucrări reflectă această situație fiind amenajări „comerciale” fragile pentru birouri și sedii bancare. Pornind de la regimul închis comunist în dorința de a se exprima iți face propria strategie de lucru exersând, ceea ce va deveni un mod personal obsesiv – „arhitectura ca reacție la context” ( opțiune care va continua și în prima decadă după 1990). În paralel își creează și un context teoretic prin articole critic-analitice prinse sub ceea ce denumea Contextualism (vezi printre altele):
- „CONTEXTUALISM VIII – OMUL ȘI LOCUL” – revista „Arhitectura”, nr. 3/1989, București, România;
- „CONTEXTUALISM VII” – NOUL CONTEXTUALISM – revista „Arhitectura”, nr. 4/1987, București, România;
- „CONTEXTUALISM VI – SAU DESPRE TAUTOLOGIE ÎN ARHITECTURĂ” – revista „Arhitectura”, nr. 3/1987, București, România;
- „CONTEXTUALISM V  – EXCURS LIRIC” – revista „Arhitectura”, nr. 6/1986, București, România;
- „CONTEXTUALISM IV” – revista „Arhitectura”, nr. 4/1986, București, România;
- „CONTEXTUALISM III” – revista „Arhitectura”, nr. 2/1986, București, România;
- „CONTEXTUALISM II” – revista „Arhitectura”, nr. 3/1985, București, România;
- „CONTEXTUALISM I” – revista „Arhitectura”, nr. 2/1985, București, România;

Marcată de perioada comunistă, societatea civilă „liberă” din România de după 1989 este preocupată de gestionarea critică a lucrărilor și simbolurilor arhitecturii comuniste. În acest sens și Dorin Ștefan își face o constantă în timp în a aborda critic în special lucrarea simbolică „casa poporului”: 
- 1990 - concurs UAR: "Ce facem cu Casa Poporului?"[5]
- 1991 - „Un mușuroi”, instalație, participarea la Bienala de la Veneția
- 2001 - instalație „Grefa” ( expoziție tematica împreună cu Wanda Mihuleac și cu prezența și suportul teoretic al lui Jacques Derrida) la Gallery East-West RCC New-York (USA)
- 2008 - animatie video „The Sidewalks of  an Architect” , ICR Londra, DSBA

Demers teoretic al REACȚIEI LA CONTEXT (teoretic sau practic) care continuă și astăzi , s-a articulat în perioada 1980-2000 pe două „linii” practice:
/ 1.”detaliul frust”( prin prezența cu precădere a profilelor metalice aparente -reacție la lipsa de tehnologie și de manoperă din piața românească):
- 1989-1999: Clubul Twice, Bucuresti
- 1995:  Showroom Niran Co
- 1993:  Pavilionul Romaniei la EXPO Taejon, Coreea;

/2. „detaliul hibrid”  (urmarea intrării pe piața din România a sistemelor de construcție - perete cortină și fațadă ventilată dar în varianta ieftină și incompletă): 
- 1999-2004: Cascade Building (clădire de birouri ), Str. Buzesti, Bucuresti;
- 1999: Opera Center I (clădire de birouri), Piața Operei, Bucuresti;

Criza mondială de după 2008, paradoxal, îl ajută să iasă din obsesia detaliilor fruste-hibride și intră într-o zonă a /3.„detaliului performativ”:
- Concursul pentru Taiwan Tower, Taichung, Taiwan (2010)- Locul I pentru concursul de idei;
- Concursul pentru Extinderea Muzelui de Istorie al Romaniei, București (2016);
- Imobil Oromolu - Victoriei 8A, Bucuresti (2017);

## Expoziții
- 2010 : The Sidewalks of  an Architect , ICR, DSBA
- 2002 : Bienala de la Veneția , expozant;
- 1996 : Triennale de Milano , Milano, Italia;
- 1994 : Caroserii de arhitectură , expoziție personală, București, România;
- 1991 : Bienala de arhitectură , Veneția, Italia;

- 1987-1989 : Patru arhitecți , Căminul Artei, București, Brașov, Timișoara, România;

## Lucrări de artă
- Instalart 2017 –instalart/obiect/005/ dorinSTEFAN : „NON-SENS” , București, Timișoara, Iași, Cluj;
- „Utopia/Distopia” dorinȘTEFAN – augustinIOAN – decembrie 2012-martie 2013, expoziție la Muzeul Național de Artă Contemporană, curator: Ruxandra Balaci, București;
- Oglinda – 1986, UAP, IAIM, București, România;
- Spațiul Obiect – 1982, UAP, UA, IAIM, București, România

## Conferințe de/despre arhitectură
- dorinSTEFAN „RE-LOCUIREA” in cadrul Bienalei de arhitectura OAR Moldova, Festivalul de Arhitetură MUST Iași, seminar international 17-18 octombrie 2017

- seminar: Timișoara, „(re)START! Practici de restaurare” sesiunea III/2017, seminar international, 06/07 octombrie  2017 conferința „dorinSTEFAN- „RE-POSITION”

- TEDx: Constantin Brâncuși la Craiova, București, România, 2013;
- Aventura unei console II, R.O.C.A.D. 2012, Palatul Parlamentului, București, România;
- Flocking over Bucharest, în cadrul simpozionului Yafa: Old New Metropolis, 2009, Tel Aviv, Israel;
- Cum arată un oraș mai bun, ICR, Londra,2008, Londra;
- Con-fusion, BALKAN production_01, 2008, Viena, Austria; (Dietmar Steiner, director Architekturzentrum, Viena, în discuție cu: Rok Oman, Ofis Arhitekti,  Ljubljana, Slovenia: ”with less do more – inspiration limitations”; Helena Paver Njiric, Zagreb, Croația: „illusion”; Dorin Ștefan, București, România: „con-fusion”);
- Dorin Ștefan 6 proiecte, la Metropolitan University of London, 2007;

## Premii
- 2018:         Premiul Uniunii Arhitecților din România „Opera Omnia”;
- 2010:         Premiul Academiei Române pentru intreaga activitate;
- 2010:         Ordinul MERITUL CULTURAL  în grad de ofițer;
- 2006:         Premiul Bienalei Uniunii Arhitecților din Romania;
- 2003:         Premiul Ordinului Arhitecților din Romania - filiala București;
- 1997:         Premiul pentru Design al Revistei “Arhitext”;
- 1986:         Premiul Uniunii Arhitecților din România si Medalia de argint la Bienala mondiala de arhitectura Interarch, Sofia, Bulgaria; împreuna cu  E. B. Popescu;

## Proiecte definitorii
- Oromolu-Victoriei 8A Center,  Piața Victoriei, București, România (2013-2016)- nominalizare “The European Union Prize for Contemporary Architecture - Mies van der Rohe Award 2017”
- Imobil Griviței-Buzești, București, Romania (2014-2016) -nominalizare “The European Union Prize for Contemporary Architecture - Mies van der Rohe Award 2017”
- Extindere Colegiul Național „Ioan Meșotă”, Brașov, România (2016);
- Studiu de fezabilitate “Modernizarea si reabilitarea zonei protejate a ansamblului monumental Calea Eroilor Tg.Jiu” ( ansamblul monumental „Constatntin Brâncuși”),Tg. Jiu, România (2015- 2016);
- Biserica Sfinții Ioan ,„Cartierul nou”, Alba Iulia (2010-2016);
- Centrul Internațional „Constantin Brâncuși”, Craiova, România (în curs de execuție, început în 2014);
- Piața publică subterană și parcaje subterane „Piața Ch. de Gaulle (nerealizat), București;
- Ansamblu de locuinte, Str. M. Eminescu nr. 220, București(2005-2009);
- Euro Tower , Bd. Barbu Văcărescu, București (2006-2010);
- Casa eM, Băneasa, București (2005)- premiul Bienalei de arhitectură București 2006 ;
- Banca Transilvania , Șoseaua București-Ploiești 43, București (2005);
- Pavilionul României la Expozitia Mondiala EXPO 2005 la Aichi, Japonia(2005);
- Cascade Building, Str. Buzești, București (2004);
- Casa la munte, satul Peștera- Moieciu, România (1999-2002,  Premiul OAR București 2003);
- Club TWICE, 2000, București, România (1989-1999);
- Opera Center I , Piața Operei, București (1999);
- Sediul BCR, sucursala Ghencea, București, România (1996 - Premiul pentru Design al Revistei “Arhitext -1997);
- Pavilionul României EXPO’93 Taejon Korea, (1993);